# Calamistis
Calamistis là một chi bướm đêm thuộc họ Noctuidae.